# Hexatoma (Eriocera) albiprivata
Hexatoma (Eriocera) albiprivata is een tweevleugelige uit de familie steltmuggen (Limoniidae). De soort komt voor in het Oriëntaals gebied.